# Awan (Indonesië)
Awan is een bestuurslaag in het regentschap Bangli van de provincie Bali, Indonesië. Awan telt 1098 inwoners (volkstelling 2010).